# Anton Brüschweiler
Anton Brüschweiler (* 1963 in Bern) ist ein Schweizer Jazz- und Rock-Gitarrist, Komponist, Liedermacher, Kolumnist und Schriftsteller.

## Karriere
Brüschweiler studierte an der Musikhochschule Luzern. 1985 gründete er die Band «Pünktchen und Anton», welche während sechs Jahren einen Mix aus Funk, Jazz, Rock und Experimental spielte. 1992 begann er sich intensiv mit Sampling zu beschäftigen. Mit der Band «Anton» spielte er zwei CDs ein. Der Schwerpunkt lag auf experimenteller, eher songorientierter Popmusik.
1996 gründete Brüschweiler die Band «Anton and the Headcleaners» (mit Hanspeter Pfammatter, Speedy Jossen, Fabian Kuratli, später Tom Gasser, Rico Baumann, Florian Keller, Ueli Kempter, Peter Fischer und Oli Illi). In den Kompositionen werden polyrhythmische Elemente aus Urban Crossover, Free-Funk, Trash-Rock, Drum ’n’ Bass und Avantgarde verwoben. Die Band tourte in verschiedenen europäischen Ländern. Parallel dazu begann Brüschweiler berndeutsche Mundartlieder zu schreiben. Mit der Band «Die Hellen Barden» war er von 2000 bis 2008 als Liedermacher tätig.
Zudem erarbeitete er zusammen mit dem Liedermacher Peter Sarbach unter dem Namen «AnTon am Sarbach» zwei Bühnenprogramme. Im Rahmen der Liedermacher-Freakshows war Brüschweiler mit verschiedenen deutschen Liedermachern in Deutschland und der Schweiz am Touren (Götz Widmann, Rüdiger Bierhorst, Markus Sommer, Jakob Heymann u. a.).
2014 leitete Brüschweiler unter dem Namen Zapperlot ein dreitägiges internationales Musikfestival für progressive Musik. Seit 2008 ist er zudem als Kolumnist tätig. 2018 erschienen seine Kolumnen gesammelt in Buchform unter dem Titel Das AntWort – Die Wahrheit des Absurden.
Brüschweiler leitet das Kulturzentrum «Chäsi Gysenstein», wo er auch wohnt.

## Diskografie

### Alben
- 1987: Pünktchen und Anton: «Sound and Vision» (rowi)
- 1992: Anton: «Tütü» (COD-Records)
- 1994: Anton: «Superanton is back in town» (Sound Service)
- 1998: Les deux guitares: «Djangology»
- 1998: Anton and the Headcleaners: «Mess-Age» (recrec)
- 2003: Die Hellen Barden: «A» (Muve)
- 2005: Die Hellen Barden: «Sinn» (Muve)
- 2007: Die Hellen Barden: «Ruumschiff» (Muve)
- 2010: Anton: «Ansichten eines afghanischen Hirtenhundes»
- 2011: Anton and the Headcleaners: «Rotor» (Unit)

## Auszeichnungen
- 2010: Artist in residence, Nairs[3]
- 2013: Kulturpreis der Gemeinde Konolfingen[4]